# Clethra revoluta
Clethra revoluta är en tvåhjärtbladig växtart som först beskrevs av Hipólito Ruiz López och Pav., och fick sitt nu gällande namn av Spreng.. Clethra revoluta ingår i släktet Clethra och familjen Clethraceae. Inga underarter finns listade i Catalogue of Life.